# Thrassis francisi
Thrassis francisi är en loppart som först beskrevs av C.Fox 1927.  Thrassis francisi ingår i släktet Thrassis och familjen fågelloppor.

## Underarter
Arten delas in i följande underarter:
- T. f. francisi
- T. f. barnesi
- T. f. rockwoodi
- T. f. sierrae